# Neolophonotus macrocercus
Neolophonotus macrocercus är en tvåvingeart som beskrevs av Jason Gilbert Hayden Londt 1985. Neolophonotus macrocercus ingår i släktet Neolophonotus och familjen rovflugor. Inga underarter finns listade i Catalogue of Life.